# مونا (أنغلزي)
مونا (بالإنجليزية: Mona, Anglesey)‏ هي قرية تقع في المملكة المتحدة في ويلز.